# Liste von Künstlern der Art brut
Die Liste von Künstlern der Art brut umfasst Vertreter der Art brut (Outsider art).
Die Aufnahme in die Liste erfolgt nach den Kriterien für bildende Künstler der deutschsprachigen Wikipedia. Sie ist nicht auf Vollständigkeit ausgelegt. Die Sortierung erfolgt lexikalisch nach dem Nachnamen.

## A
- Horst Ademeit (1937–2010)
- Fritz Aebersold (1914–2001)
- Heinrich Aerne (1926–2013)
- Gayleen Aiken (1934–2005)
- Pearl Alcock (1934–2006)
- Meta Barbara Anderes (1874–1927)
- Pietro Angelozzi (1925–2015)
- Samaneh Atef (* 1989)

## B
- Helmut Bachmann (1939–2015)
- Laila Bachtiar (* 1971)
- Amos Badertscher (1936–2023)
- Carol Bailly (* 1955)
- Berta Balzli (1920–2010)
- Werner Baptista (1946–2012)
- Julie Bar (1868–1930)
- Mireille Barrière (* 1938)
- Ilija Bašičević (1895–1972)
- Juliette Élisa Bataille (1896–1972)
- Baya (1931–1998)
- Harald Bender (1950–2014)
- Marie-Louise Bergeaud (1897–1983)
- Deborah Berger (1956–2005)
- Martin Bickel (1938–2003)
- Therese Bickel (1941–1999)
- Gudrun Bierski (1925–2006)
- Carl Binder (1906–1985)
- Rut Bischler (1937–2021)
- Else Blankenhorn (1873–1920)
- Ulrich Bleiker (1914–1994)
- Reni Blum (1934–2003)
- Pierre Bonard (1943–2010)
- Benjamin Bonjour (1917–2000)
- Édouard Boschey (1907–1988)
- Elisabeth Bourquin (1930–1995)
- Marie Bouttier (1839–1921)
- Karl Brendel (1871–1925)
- Felix Brenner (Künstler) (* 1955)
- Ida Buchmann (1911–2001)
- Karl Bungert (1928–1979)
- Robert Burda (* 1942)
- Gladwyn Bush (1914–2003)

## C
- Seni Awa Camara (* um 1939)
- Gaston Chaissac (1910–1964)
- František Chaun (1921–1981)
- Ferdinand Cheval (1836–1924)
- Sylvia Convey (* 1949)
- Aloïse Corbaz (1886–1964)
- Laura Craig McNellis (* 1957)

## D
- Richard Dadd (1817–1886)
- Henry Darger (1892–1973)
- Léona Delcourt (1902–1941)
- Ruby Devol Finch (1804–1866)
- Alén Diviš (1900–1956)
- Heliodor Doblinger (* 1972)
- Jean Dubuffet (1901–1985)

## E
- Almira Edson (1803–1886)
- John Elsas (1851–1935)
- Emil Engeler (1910–1993)
- Loftus Etienne (* 1951)
- Minnie Evans (1892–1987)

## F
- María Ángeles Fernández Cuesta (* 1950)
- Guo Fengyi (1942–2010)
- Leonhard Fink (* 1982)
- Johann Fischer (1919–2008)
- Adolphe Julien Fouéré (1839–1910)

## G
- Alexandra Galinova (* 1936)
- Johann Garber (* 1947)
- Robert Garcet (1912–2001)
- Willem van Genk (1927–2005)
- Hans-Jörg Georgi (* 1949)
- Sonja Gerstner (1952–1971)
- Mokarrameh Ghanbari (1928–2005)
- Sybil Gibson (1908–1995)
- Madge Gill (1882–1961)
- Manfred Gnädinger (1936–2002)
- Lee Godie (1908–1994)
- Paul Goesch (1885–1940)
- Helga Goetze (1922–2008)
- Deborah Goldsmith (1808–1836)
- Michael Golz (* 1957)
- Consuelo González Amezcua (1903–1975)
- Josef Heinrich Grebing (1879–1940)
- Grace Bashara Greene (1928–2004)
- Jane Grier (1856–1902)
- Martha Grünenwaldt (1910–2008)
- Franz Gsellmann (1910–1981)
- Nicole Guiraud (* 1946)

## H
- James Hampton (1909–1964)
- Bessie Harvey (1929–1994)
- Erwin Hapke (1937–2016)
- Fritz Josef Haubner (* 1937)
- Emma Hauck (1878–1920)
- Johann Hauser (1926–1996)
- Helma (1940–2025)
- Ernst Herbeck (1920–1991)
- Magalí Herrera (1914–1992)
- Dunya Hirschter (1954–2008)
- Helmut Hladisch (* 1961)
- Josef Hofer (* 1945)
- Annie Hooper (1897–1986)
- Rudolf Horacek (1915–1986)

## J
- Danielle Jacqui (* 1934)
- Marie Jakobowicz (1934–2020)
- Karl Hans Janke (1909–1988)
- Geneva Mais Jarrett (* 1952/1952) Elijah
- Karl Junker (1850–1912)

## K
- Anna Kahmann (1905–1995)
- Peter Kapeller (* 1969)
- Rohullah Kazimi (* 1987)
- Adam Dario Keel (1924–2018)
- Susan Te Kahurangi King (* 1951)
- August Klett (1864–1928)
- Julius Klingebiel (1904–1965)
- Johann Knopf (1866–1910)
- Ernst Kolb (1927–1993)
- Nils Koppruch (1965–2012)
- Maria Kraetzinger (1869–1951)
- Edmund Krengel (1934–2009)
- Hans Krüsi (1920–1995)

## L
- Madeleine Lanz (1936–2014)
- Romano Levi (1928–2008)
- Marie Lieb (1844–1917)
- Antonio Ligabue (1899–1965)
- Alexander Pawlowitsch Lobanow (1924–2003)

## M
- Edmund Mach (1929–1996)
- Franco Magnani (* 1934)
- Jaber al Mahjoub (1938–2021)
- Elise Mahler (1862–1945)
- Ida Maly (1894–1941)
- Helen Elizabeth Martins (1897–1976)
- Lucie Maquet (1869–unbekannt)
- Simone Marye (1890–1961)
- Gisela Mauz (1939–2013)
- Angus McPhee (1914–1997)
- Gustav Mesmer (1903–1994)
- Markus Meurer (* 1959)
- Peter Meyer (1871 od. 72–1930)
- Barbus Müller (19./20. Jahrhundert; Notname)
- Heinrich Anton Müller (1869?–1930)

## N
- Linda Naeff (1926–2014)
- Inez Nathaniel-Walker (1911–1990)
- August Natterer (1868–1933)
- Nikifor (1895–1968)
- Franz Josef Noflaner (1904–1989)
- Mary Nohl (1914–2001)

## O
- Clemens von Oertzen (1853–1919)
- Ataa Oko (≈1919–2012)

## P
- Laure Pigeon (1882–1965)
- Eunice Pinney (1770–1849)
- Laura Pope Forester (1873–1953)
- Tressa Prisbrey (1896–1988)
- Ota Prouza (1959-)
- Maria Puth (1894–1978)

## R
- Helene Reimann (1893–1987)
- Sigrid Reingruber (1980–2023)
- Heinrich Reisenbauer (1938–2025)
- Agnes Richter (1844–1918)
- Sabato „Simon“ Rodia (1879–1965)
- Maria Rolly (1925–2021)
- Arthur Bispo do Rosário (1909–1989)
- Gwyneth Rowlands (1915–2009)
- Jane Ruffié (1887–1976)

## S
- Ody Saban (* 1953)
- Eugenio Santoro (1920–2006)
- Hans Schärer (1927–1997)
- Jonas Scheidegger (* 1981)
- Hans Schmitt (1912–1996)
- Joseph Schneller (1878–1943)
- Philipp Schöpke (1921–1998)
- Friedrich Schröder Sonnenstern (1892–1982)
- Armand Schulthess (1901–1972)
- Volkmar Schulz-Rumpold (* 1956)
- Constance Schwartzlin-Berberat (1845–1911)
- Gertrud Schwyzer (1896–1970)
- Judith Scott (Künstlerin) (1943–2005)
- Gérard Sendrey (1928–2022)
- Franca Settembrini (1947–2003)
- Gustav Sievers (1865–1941)
- Pauline Simon (1894–1976)
- Marguerite Sirvins (1890–1957)
- Paula Sluiter (1903–1993)
- Louis Soutter (1871–1942)
- Walter Arnold Steffen (1924–1982)
- Alfred Stief (1952–2022)
- Marcel Storr (1911–1976)
- Barbara Suckfüll (1857 – nach 1934)

## T
- Ni Tanjung (um 1930–2020)
- Bernadette Touilleux (1924–2010)
- Jeanne Tripier  (1869–1944)
- Oswald Tschirtner (1920–2007)

## U
- Karl Uelliger (1914–1993)
- Berthe Urasco (1898–?)

## V
- Lena Vandrey (1941–2018)
- Vanda Vieira-Schmidt (1949–2023)
- Karl Vondal (1953–2024)

## W
- Theodor Wagemann (1918–1998)
- August Walla (1936–2001)
- Kurt Wanski (1922–2012)
- Alois Wey (1894–1985)
- George Widener (* 1962)
- Theo Wiesen (1906–1999)
- Clemens Wild (* 1964)
- Mary Ann Willson (1770/80-Mitte 19. Jahrhundert)
- Hedwig Wilms (1874–1915)
- Scottie Wilson (1890/91–1972)
- Johanna Natalie Wintsch (1871–1944)
- Peter Wirz (1915–2000)
- Josef Wittlich
- Maria Wnęk (1922–2005)
- Hildegard Wohlgemuth (1933–2003)
- Adolf Wölfli (1864–1930)
- Hans Michael Wühr (1942–1981)

## Z
- Henriette Zéphir (1920–2012)
- Birgit Ziegert (1966–2017)
- Carlo Zinelli (1916–1974)
- Giulia Zini (* 1996)
- Hedi Zuber (1916–1996)